# Penianthus
Penianthus é um género botânico pertencente à família Menispermaceae.

## Espécies
- Penianthus camerounensis
- Penianthus fruticosus
- Penianthus gossweileri
- Penianthus klaineanus
- Penianthus longifolius
- Penianthus patulinervis
- Penianthus zenkeri

1. ↑  «Penianthus — World Flora Online». www.worldfloraonline.org. Consultado em 19 de agosto de 2020